# Championnat des Îles Marshall féminin de football
Le championnat des Îles Marshall féminin de football est une compétition féminine de football créée en 1999.

## Palmarès
| Saison       | Champion          |
| ------------ | ----------------- |
| 1999         | Spartans          |
| 2000         | Play On           |
| 2001         | Spartans          |
| 2002         | Spartans          |
| 2003         | Spartans          |
| 2004         | Spartans          |
| 2005         | Spartans          |
| 2006         | Strikers          |
| 2007 et 2008 | inconnu           |
| 2009         | KAT               |
| 2010         | Go Green          |
| 2011         | KAT               |
| 2012         | Spartans          |
| 2013         | Spartans          |
| 2014         | Spartans          |
| 2015         | Spartans          |
| 2016         | Go Green          |
| 2017         | Spartan Co-ed Red |
| 2018         | Go Green          |
| 2019         | inconnu           |
| 2020         | inconnu           |
| 2021         | Spartans          |

### Bilan par clubs
- 11 titres : Spartans
- 3 titres : Go Green
- 2 titres : KAT
- 1 titre: Play On, Strikers, Spartan Co-ed Red